# أوسكار وايت
أوسكار وايت (بالإنجليزية: Oscar White)‏ هو مدرب خيول أمريكي، ولد في 27 أغسطس 1908 في بيتسفيل في الولايات المتحدة، وتوفي في 1983.